# Кенігштайн (Саксонія)
Кенігштайн (нім. Königstein) — місто в Німеччині, розташоване в землі Саксонія. Входить до складу району Саксонська Швейцарія — Східні Рудні Гори.
Площа — 26,93 км2. Населення становить 2104 ос. (станом на 31 грудня 2020).